# ريتش فيلدز
ريتش فيلدز (بالإنجليزية: Rich Fields)‏ هو مذيع طقس أمريكي، ولد في 30 نوفمبر 1960 في بيه فيليج في الولايات المتحدة.

## وصلات خارجية
- ريتش فيلدز على موقع IMDb (الإنجليزية)
- ريتش فيلدز على موقع قاعدة بيانات الفيلم (الإنجليزية)